# Albina Carpaților

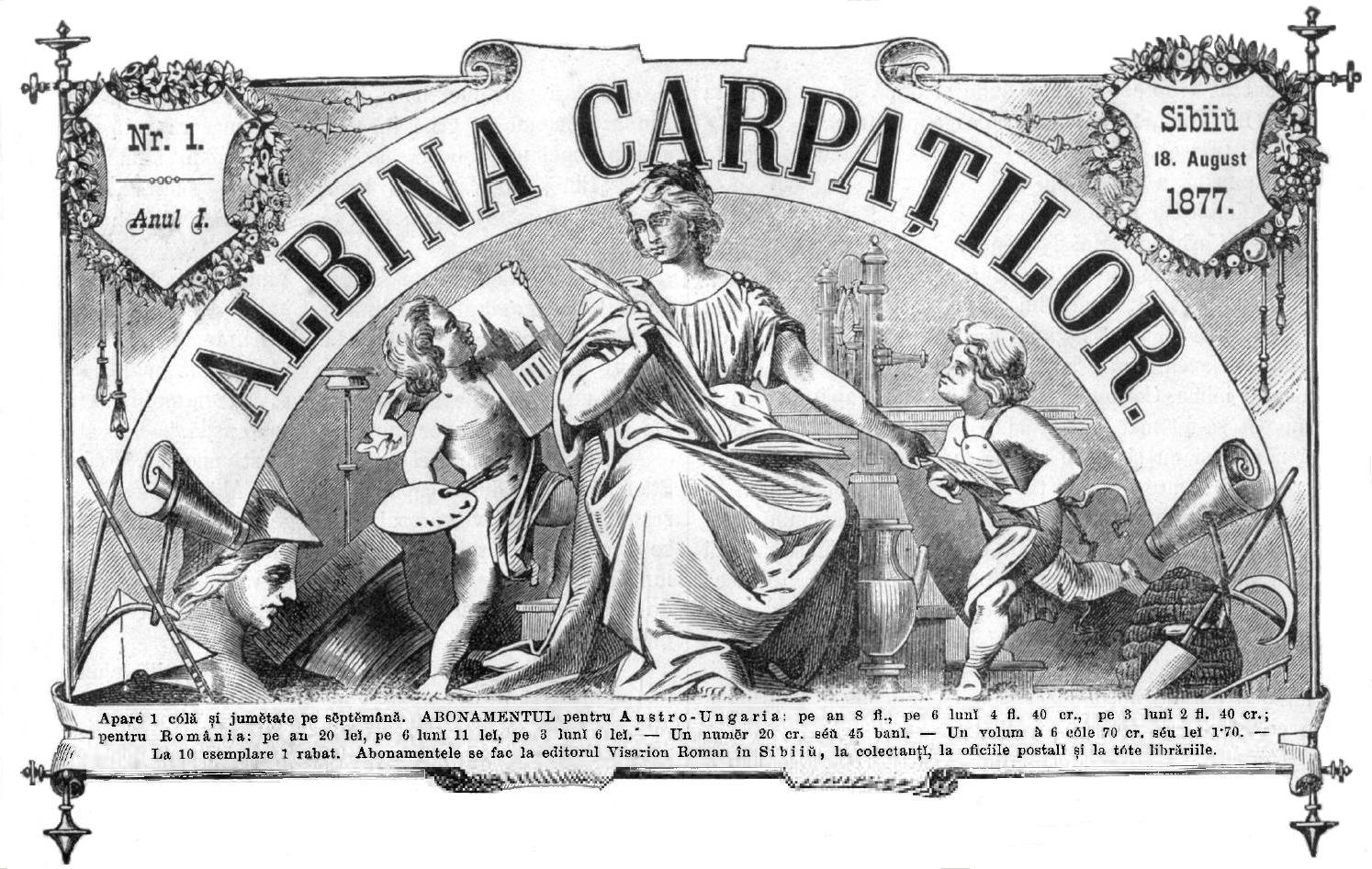

Albina Carpaților, al cărei titlu intenționat inițial a fost Albina Daciei, cu subtitlul Foaie beletristică, științifică și literară, a fost o revistă apărută în 1877 la Sibiu, avându-i ca redactori pe Ioan Alexandru Lapedatu, Iosif Popescu și Visarion Roman, care era editor și redactor. Acesta din urmă întemeiase în anul 1871, tot la Sibiu, Banca Albina. Publicația Albina Carpaților a apărut săptămânal în perioada 18 august 1877 - 1 octombrie 1878, apoi bisăptămânal (15 octombrie 1878 - 30 septembrie 1880).
Fiind o revistă cu profil enciclopedic, Albina Carpaților a publicat fragmente de romane, nuvele și alte narațiuni, datini, credințe și moravuri, articole istorice, descrieri de călătorii, biografii, articole de igienă, poezii, recenzii și studii, articole de științe naturale, industrie, arhitectură și sculptură, bibliografii. Fiecare număr conținea ilustrații.
În toată perioada cât a apărut, revista a fost dominată de interesul pentru cultivarea patriotismului, pentru afirmarea unității de cultură, limbă, credință și obiceiuri românești, de pe ambele părți ale Carpaților.
De exemplu, pentru ajutorarea ostașilor români de pe Frontul din Balcani (1877-1878), Albina Carpaților din Sibiu a publicat piesa patriotică La Turnu Măgurele, de Vasile Alecsandri.
Printre colaboratorii revistei, din Transilvania, s-au aflat scriitorii Nicolae Densusianu, Al. Marinescu, Alexe Teochari, Iosif Popescu, Ion Slavici, Andrei Bârseanu și Ion Gorun (A. I. Hodoș), iar peste munți, din Moldova, pe Vasile Alecsandri (cu poezii din ciclul Ostașii noștri), Dimitrie Bolintineanu, G. Crețeanu, Alexandru Macedonski și Teodor Burada, iar din Bucovina pe folcloristul Simion Florea Marian.

## Motivarea titlului
La 13 august 1877 redacția ziarului România liberă din București denunța gestul autorităților maghiare de a interzice cuvântul Dacia în titlul unui ziar: 
„Un cuvânt prea mult în lecsicon - cetim în Gazeta de Transilvania: Nu de mult a fost alăturat la un număr al foaiei noastre anunciul Albina Daciei, foaie literară beletristică, ce era să fie editată în curând de V. Roman sub redacțiunea dlui I. Lapedatu. Aflăm în curând că aparițiunea acestei foi a fost interzisă de către Ministerul de Interne (maghiar) cu ordinul sub Nr. 2523 din 5 Aug. 1877, pe motiv că, cuvântul Dacia (...) nu are îndreptățire și este fără nici un sens, fiind scos dintr-un «lecsicon vrăjmaș statului». Ni se spune că acea foaie va apărea sub titlul Albina Carpaților”.